# Nokia Eseries
Nokia Eseries je skupina obchodně orientovaných mobilních telefonů se zaměřením na široké možnosti připojení a podpory pro služby firemních e-mailů.

## Oznámení
- 12. října 2005, výrobce mobilních telefonů Nokia zveřejnil plány na novou třídu telefonů Eseries, skládající se z tří mobilních telefonů, Nokia E60, Nokia E61 a Nokia E70.[1]

- 18. května 2006, Nokia zveřejnila přidání E50 k této třídě, která se řadí spíše jako "obchodní mobil", než smartphone.[2]

- 12. února 2007, Nokia uveřejnila přidání dalších tří zařízení k této třídě; E61i, E65 a E90.[3]

## Hlavní vlastnosti
| Model | Verze         | Verze OS                          | Styl konstrukce | Displej                      | Operační frekvence | QWERTY klávesnice | Bluetooth        | WiFi | Fotoaparát             | Paměťová karta    | FM Rádio | GPS | Obrázek                 |
| ----- | ------------- | --------------------------------- | --------------- | ---------------------------- | --- | ----------------- | ---------------- | ---- | ---------------------- | ----------------- | -------- | --- | ----------------------- |
| E50   | World         | S60 3rd Edition (initial release) | Monoblok        | 240×320                      | EGSM 850/900/1800/1900 | Ne                | 2.0              | Ne   | 1.3 Mpx (E50-1 only)   | microSD           | Ne       | Ne  | Model E50-1 with camera |
| E51   | World         | S60 3rd Edition, Feature Pack 1   | Monoblok        | 240x320                      | EGSM 850/900/1800/1900 WCDMA/HSDPA 850/2100                                                                                    | Ne                | 2.0 (EDR + A2DP) | Ano  | 2 Mpx                  | MicroSDHC         | Ano      | Ne  |                         |
| E52   | World         | S60 3rd Edition, Feature Pack 2   | Monoblok        | 240x320                      | EGSM 850/900/1800/1900 WCDMA/HSDPA 850/2100 až 10,2 Mbit/s                                                                     | Ne                | 2.0 (EDR + A2DP) | Ano  | 3.2 Mpx                | MicroSDHC         | Ano      | Ano |                         |
| E55   | World         | S60 3rd Edition, Feature Pack 2   | Monoblok        | 240x320                      | EGSM 850/900/1800/1900 WCDMA/HSDPA 850/2100                                                                                    | (Compact)         | 2.0 (EDR + A2DP) | Ne   | 3.2 Mpx                | MicroSDHC         | Ano      | Ano |                         |
| E60   | Europe / Asia | S60 3rd Edition (initial release) | Monoblok        | 352×416                      | GSM 900/1800/1900 a WCDMA/UMTS 2100 MHz                                                                                        | Ne                | 1.2              | Ano  | Ne                     | RS-MMC            | Ne       | Ne  | Nokia E60               |
| E61   | World         | S60 3rd Edition (initial release) | Brick           | 320×240                      | GSM 850/900/1800/1900 a WCDMA/UMTS 2100 MHz                                                                                    | Ano               | 1.2              | Ano  | Ne                     | miniSD            | Ne       | Ne  | Nokia E61               |
| E61i  | World         | S60 3rd Edition (initial release) | Brick           | 320×240                      | GSM 850/900/1800/1900 a WCDMA/UMTS 2100 MHz                                                                                    | Ano               | 1.2              | Ano  | 2.0 Mpx                | microSD           | Ne       | Ne  | Nokia E61i              |
| E62   | World         | S60 3rd Edition (initial release) | Brick           | 320×240                      | EGSM 850/900/1800/1900 | Ne                | 1.2              | Ne   | Ne                     | miniSD            | Ne       | Ne  |                         |
| E63   | World         | S60 3rd Edition, Feature Pack 1   | Monoblok        | 320×240                      | EGSM 850/900/1800/1900 a WCDMA 850/2100, 900/2100, 850/1900                                                                    | Ano               | 2.0 (EDR + A2DP) | Ano  | 2.0 Mpx                | MicroSDHC         | Ano      | Ne  |                         |
| E65   | World         | S60 3rd Edition (initial release) | Vysouvací       | 240×320                      | EGSM 850/900/1800/1900 a WCDMA/UMTS 2100 MHz                                                                                   | Ne                | 1.2              | Ano  | 2.0 Mpx                | microSD           | Ne       | Ne  | Nokia E65 (Hong Kong)   |
| E66   | World         | S60 3rd Edition, Feature Pack 1   | Vysouvací       | 240×320                      | GSM/EGSM 850/900/1800/1900, WCDMA 850/2100, 900/2100, 850/1900, HSDPA 1.8 nebo 3.6 Mbit/s, UMTS 900/2100 MHz or 850/2100 MHz   | Ne                | 2.0 (EDR + A2DP) | Ano  | 3.2 Mpx AF             | MicroSDHC         | Ano      | Ano | Nokia E66               |
| E70   | Europe / Asia | S60 3rd Edition (initial release) | Clamshell       | 352×416                      | GSM 900/1800/1900 a WCDMA/UMTS 2100 MHz                                                                                        | Ano               | 1.2              | Ano  | 2.0 Mpx                | miniSD            | Ne       | Ne  | Nokia E70               |
| E70-2 | Nerth America | S60 3rd Edition (initial release) | Clamshell       | 352×416                      | EGSM 850/1800/1900 | Ano               | 1.2              | Ano  | 2.0 Mpx                | miniSD            | Ne       | Ne  |                         |
| E71   | World         | S60 3rd Edition, Feature Pack 1   | Monoblok        | 320×240                      | GSM/EGSM 850/900/1800/1900, WCDMA 850/2100, 900/2100, 850/1900, HSDPA 1.8 nebo 3.6 Mbit/s, UMTS 900/2100 MHz nebo 850/2100 MHz | Ano               | 2.0 (EDR + A2DP) | Ano  | 3.2 Mpx AF             | MicroSDHC         | Ano      | Ano | Nokia E71               |
| E72   | World         | S60 3rd Edition, Feature Pack 2   | Monoblok        | 320×240                      | GSM/EGSM 850/900/1800/1900, WCDMA 850/1900/2100, 900/1900/2100, HSDPA až 10.2 Mbit/s                                           | Ano               | 2.0 (EDR + A2DP) | Ano  | 5.0 Mpx AF + VGA video | MicroSDHC <= 16GB | Ano      | Ano | Nokia E72               |
| E75   | World         | S60 3rd Edition, Feature Pack 2   | Vysouvací       | 240×320                      | GSM/EGSM 850/900/1800/1900, WCDMA 850/2100, 900/2100, 850/1900, HSDPA 1.8 nebo 3.6 Mbit/s, UMTS 900/2100 MHz or 850/2100 MHz   | Ano               | 2.0 (EDR + A2DP) | Ano  | 3.2 Mpx AF             | MicroSDHC         | Ano      | Ano | Nokia E66               |
| E90   | World         | S60 3rd Edition, Feature Pack 1   | Komunikátor     | Inner 800×352, Outer 240×320 | GSM 850/900/1800/1900 a WCDMA/UMTS 2100 MHz                                                                                    | Ano               | 2.0 (EDR + A2DP) | Ano  | 3.2 Mpx AF             | MicroSDHC         | Ano      | Ano | Nokia E90               |
| Model | Verze         | Verze OS                          | Styl konstrukce | Displej                      | Operační frekvence | QWERTY klávesnice | Bluetooth        | WiFi | Fotoaparát             | Paměťová karta    | FM Rádio | GPS | Obrázek                 |